# کنسوکه شیمیزو
کنسوکه شیمیزو (به ژاپنی: 清水賢亮؛ زادهٔ ۷ ژوئیهٔ ۱۹۹۹) یک کشتی‌گیر فرنگی‌کار اهل کشور ژاپن است.
از افتخارات وی می‌توان به کسب مدال برنز قهرمانی کشتی جهان ۲۰۲۱ اشاره کرد.

## فعالیت حرفه‌ای

### قهرمانی کشتی جهان ۲۰۲۱
شیمیزو در وزن ۶۳ کیلوگرم کشتی فرنگی قهرمانی کشتی جهان ۲۰۲۱ اسلو شرکت کرد، او در مسابقه اول کالی سلیمانوف از قرقیزستان را شکست داد اما در مسابقه بعد به لری ابولادزه از گرجستان باخت و با توجه به حضور این کشتی‌گیر در فینال، به دیدار شانس مجدد رفت. او در مرحله شانس مجدد سلطان آسیتولی از قزاقستان را شکست داد و به دیدار رده‌بندی رسید. وی در این دیدار اریک توربا از مجارستان را شکست داد و مدال برنز را بدست آورد.